# Guy Guillabert
Guy Guillabert (francès: Guy René Jacques Guillabert)  (Vilafranca d'Albigés, 28 de gener de 1931 - Châtellerault, 4 de setembre de 2009) fou un remer francès que va competir durant la dècada de 1950.
El 1956 va prendre part en els Jocs Olímpics d'Estiu de Melbourne, guanyà la medalla de bronze en la prova del quatre sense timoner del programa de rem. Formà equip amb René Guissart, Gaston Mercier i Yves Delacour.